# Hamtaro: Adventure in Ham-Ham Land
Hamtaro: Adventure in Ham-Ham Land (とっとこハム太郎 ハムハムランド大冒険?, Tottoko Hamutarō: Hamu Hamu Land Daibōken) è un film d'animazione del 2001 diretto da Osamu Dezaki.
La pellicola fa parte del franchise legato al manga Hamtaro di Ritsuko Kawai. Il film è uscito nelle sale cinematografiche giapponesi il 15 dicembre 2001, mentre in Italia è stato trasmesso su Hiro.